# San Juan del Sur
San Juan del Sur ist ein Ort im Südwesten Nicaraguas, im Bezirk Rivas. Im gesamten Verwaltungsgebiet leben 17.104 Menschen, davon im Stadtgebiet 7790 und im ländlichen Siedlungsgebiet 9314 (2005).
Das ruhige Fischerdörfchen liegt in einer hufeisenförmigen Bucht und zieht einheimische und ausländische Touristen an. Aus dem Ausland kommen vor allem Surfer, die von hier aus ins wenige Kilometer nördlich gelegene Majagual fahren, um in der dortigen Bucht die Wellen des Pazifiks auszunutzen. Viele wohlhabende nicaraguanische Familien haben hier ihren Zweitwohnsitz.
An der Strandpromenade liegen sehr viele Restaurants, die auf Meeresfrüchte spezialisiert sind. Es gibt eine kleine Markthalle und zahlreiche Unterkünfte, Busse fahren nach Rivas und El Ostional.

## Geschichte
Im Jahre 1523 kam hier der Spanier Andrés Niño auf der Suche nach einem Zugang des Nicaraguasees zum Pazifik in der Bucht San Juan del Surs an. Dessen Hafen hatte in der Mitte des 19. Jahrhunderts während des Goldrausches in den USA eine wichtige Bedeutung. 
Vor dem Hafen fand 1856 das Seegefecht vor San Juan del Sur statt.
Bis zur Fertigstellung der ersten transkontinentalen Eisenbahn im Jahre 1869 reisten tausende Nordamerikaner nach Kalifornien, die mit der Fähre den mittelamerikanischen Isthmus erreichten und in San Juan del Sur die Fähre in Richtung San Francisco bestiegen. Auch Mark Twain durchquerte im Jahre 1866 diesen Ort.
2009 wurde auf den Hügeln des nördlichen Teils der Bucht die 15 Meter hohe Christusstatue Cristo de la Misericordia errichtet.

## Städtepartnerschaft
- Gießen, Deutschland